# Európai mobiltelefon-szolgáltatók listája

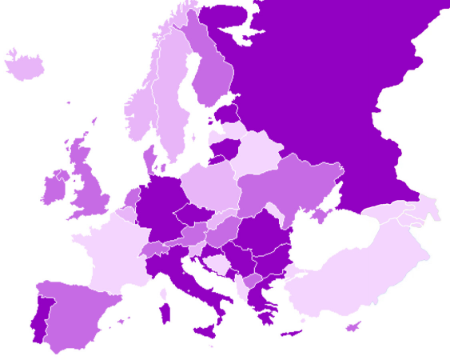
Mobiltelefon-penetráció Európában
120% <
100-120%
75-100%
< 75%

## Albánia
Albániának 3,66 millió előfizetője van, ebből 2,48 millió aktív felhasználó van (101% -os penetráció). (2020 Q2)
| Sorrend | Szolgáltató      |  | Technológia | Előfizetés (millió) | Tulajdonos       |
| ------- | ---------------- |  | --- | ------------------- | ---------------- |
| 1       | One Albánia      |  | GSM-900/1800 MHz (GPRS, EDGE) 2100 MHz UMTS, HSDPA, HSUPA, HSPA, HSPA+, DC-HSPA+ 800/1800/2600 MHz LTE, LTE-A, VoLTE                            | 1,914 (2021)        | 4iG              |
| 2       | Vodafone Albánia |  | GSM-900/1800 MHz (GPRS, EDGE) 2100 MHz UMTS, HSDPA, HSUPA, HSPA, HSPA+, DC-HSPA+ 800/1800/2600 MHz LTE, LTE-A, VoLTE 3600 MHz/3700 MHz 5G teszt | 1,668 (2024)        | Vodafone Csoport |

## Andorra
Andorrának 81,700 mobil előfizetője van, vagyis a mobil penetráció körülbelül 107,25%.
| Sorrend | Szolgáltató     |  | Technológia                                             | Előfizetés (millió) | Tulajdonos       |
| ------- | --------------- |  | ------------------------------------------------------- | ------------------- | ---------------- |
| 1       | Andorra Telecom |  | 900/1800 MHz GPRS 2100 MHz UMTS, HSDPA 800/1800 MHz LTE | 0.082 (2019)        | Andorra kormánya |

## Ausztria
Ausztriának 13,0 millió hozzárendelt telefonszáma van, vagyis 151,0% -os penetrációs aránya van (2014 negyedik negyedév).
| Sorrend | Szolgáltató     |  | Technológia | Előfizetés (millió)                 | Tulajdonos                 |
| ------- | --------------- |  | --- | ----------------------------------- | -------------------------- |
| 1       | A1 Ausztria     |  | GSM-900/1800 (GPRS, EDGE) 2100 MHz UMTS, HSDPA, HSUPA, HSPA+, DC-HSPA+ 800/1800/2600 MHz LTE, LTE-A VoLTE, VoWiFi 3500 MHz 5G          | 5.013 (beleértve: yesss!) (2020)    | A1 Telekom Austria Csoport |
| 2       | Magenta Telekom |  | GSM-900/1800 (GPRS, EDGE) 900/2100 MHz UMTS, HSDPA, HSUPA, HSPA+, DC-HSPA+ 800/1800/2100/2600 MHz LTE, LTE-A VoLTE, VoWiFi 3500 MHz 5G | 4.990 (beleértve: tele.ring) (2020) | Deutsche Telekom           |
| 3       | 3 Ausztria      |  | GSM-900/1800 (GPRS, EDGE) 2100 MHz UMTS, HSDPA, HSUPA, HSPA+, DC-HSPA+ 900/1800/2100/2600 MHz LTE, LTE-A VoLTE, VoWiFi                 | 3.617 (2020 Augusztus)              | CK Hutchison Holdings      |

## Belgium
Összesen 13,89 millió előfizetés, ami 124%-os lefedettséget jelent. (2024)
| Sorrend | Szolgáltató    |  | Technológia | Előfizetés (millió) | Tulajdonos       |
| ------- | -------------- |  | ----------- | ------------------- | ---------------- |
| 1       | Proximus       |  | UMTS, GSM   | 5,095 (2024)        | Proximus Csoport |
| 2       | Orange Belgium |  | UMTS, GSM   | 3,467 (2024)        | Orange           |
| 3       | BASE Belgium   |  | UMTS, GSM   | 2,679 (2024)        | Telenet Csoport  |
| 4       | Digi Belgium   |  | UMTS, GSM   | nem elérhető        | Digi Csoport     |

## Bosznia-Hercegovina
Összesen 3,811 millió előfizetés, ami 115%-os lefedettséget jelent. (2022)
| Sorrend | Szolgáltató |  | Technológia | Előfizetés (millió) | Tulajdonos                                    |
| ------- | ----------- |  | ----------- | ------------------- | --------------------------------------------- |
| 1       | BH Telecom  |  | GSM         | 1,577               | Bosznia-hercegovinai Föderáció                |
| 4       | m:tel       |  | GSM         | 1,273               | Telekom Srbija                                |
| 2       | HT ERONET   |  | GSM         | 0,834               | Bosznia-hercegovinai Föderáció Horvát Telekom |

## Bulgária
Összesen 8,141 millió előfizetés, ami 105,4%-os lefedettséget jelent. (2006. december)
| Sorrend | Szolgáltató     |  | Technológia        | Előfizetés (millió)   | Tulajdonos                  |
| ------- | --------------- |  | ------------------ | --------------------- | --------------------------- |
| 1       | A1 Bulgária     |  | GSM, UMTS, HSDPA   | 4,444 (April 2007)    | A1 Telekom Ausztria Csoport |
| 2       | Vivacom         |  | GSM (planned UMTS) | 0,6 (December 2006)   | United Group                |
| 3       | Yettel Bulgária |  | GSM, UMTS, HSDPA   | 3,271 (December 2006) | PPF Csoport                 |

## Ciprus
Összesen 1,392,480 millió előfizetés, ami 151.7%-os lefedettséget. (2024)
| Sorrend | Szolgáltató                          |  | Technológia | Előfizetés (millió)   | Tulajdonos       |
| ------- | ------------------------------------ |  | --- | --------------------- | ---------------- |
| 1       | Cyta                                 |  | 900/1800 MHz GSM (GPRS, EDGE) 900/2100 MHz UMTS, HSPA+ 800/1800/2100/2600 MHz LTE, LTE-A VoLTE, VoWiFi, eSIM                            | 0,710 (2022)          | Cyta             |
| 2       | Epic Ciprus                          |  | GSM, UMTS | 0,076 (December 2006) | Monaco Telecom   |
| 3       | PrimeTel                             |  | UMTS | 0,150 (2022)          | PrimeTel         |
| 4       | CableNet                             |  | 800/2600 MHz LTE, LTE-A eSIM | 0,093 (2022)          | CableNet         |
| 5       | Kuzey Kıbrıs Turkcell (Észak-Ciprus) |  | 900 MHz GSM (GPRS, EDGE) 900/2100 MHz UMTS, HSDPA, HSUPA, HSPA, HSPA+, DC-HSPA+ 800/1800/2100/2600 MHz LTE, LTE+ VoLTE, VoWiFi, eSIM 5G | 0,576 (2022)          | Turkcell         |
| 6       | Telsim (Észak-Ciprus)                |  | 900 MHz GSM (GPRS, EDGE) 2100 MHz UMTS, HSDPA, HSUPA, HSPA, HSPA+, DC-HSPA+ 800/1800/2100/2600 MHz LTE, LTE+ VoLTE, VoWiFi, eSIM 5G     | 0,382 (2022)          | Vodafone Csoport |

## Csehország
Összesen 12 278 000 előfizetés, ami 119,4%-os lefedettséget jelent. (2006. december)
| Sorrend | Szolgáltató         |  | Technológia | Előfizetés (millió)   | Tulajdonos       |
| ------- | ------------------- |  | ----------- | --------------------- | ---------------- |
| 1       | T-Mobile Csehország |  | GSM, UMTS   | 5 (December 2006)     | Deutsche Telekom |
| 2       | O2 Csehország       |  | GSM, UMTS   | 4,865 (December 2006) | PPF Csoport      |
| 3       | Vodafone Csehország |  | GSM, UMTS   | 2,413 (December 2006) | Vodafone Csoport |

## Dánia
Összesen 8,208 millió előfizetés, ami 146%-os lefedettséget jelent. (2014)
| Sorrend | Szolgáltató   |  | Technológia | Előfizetés (millió) | Tulajdonos                                     |
| ------- | ------------- |  | ----------- | ------------------- | ---------------------------------------------- |
| 1       | TDC           |  | GSM, UMTS   | 3,890 (2024)        | TDC                                            |
| 2       | Norlys        |  | GSM, UMTS   | 1,9 (2024)          | Norlys                                         |
| 3       | Telenor Dánia |  | GSM         | 1,696 (2024)        | Telenor Csoport                                |
| 4       | 3 Dánia       |  | UMTS        | 1,659 (2024)        | CK Hutchison Holdings (60%), Investor AB (40%) |

## Egyesült Királyság
Összesen 72,995 millió előfizetés, ami 121,2%-os lefedettséget jelent. (2006. január)
| Sorrend | Szolgáltató           | Technológia                                                                                                 | Előfizetés (millió)       | Tulajdonos            |
| ------- | --------------------- | --- | ------------------------- | --------------------- |
| 1       | O2 Egyesült Királyság | HSDPA, UMTS, GPRS, GSM                                                                                      | 17,633 (2006. december)   | Virgin Media O2       |
| 2       | Everything Everywhere | HSDPA, UMTS, GPRS, GSM                                                                                      | 16,287 (2006. szeptember) | BT Csoport            |
| 3       | Vodafone              | HSDPA, UMTS, GPRS, GSM                                                                                      | 16,905 (2006. december)   | Vodafone Csoport      |
| 4       | 3 Egyesült Királyság  | UMTS (BaSorrendolási egyezmény az O2 és az Orange GSM/GPRS hálózatával, ahol az UMTS hálózat nem érhető el) | 3,75 (2006 Augusztus)     | CK Hutchison Holdings |

## Észtország
Összesen 1,5486 millió előfizetés, ami 117%-os lefedettséget jelent. (2006. szeptember)
| Sorrend | Szolgáltató      |  | Technológia | Előfizetés (millió)            | Tulajdonos        |
| ------- | ---------------- |  | ----------- | ------------------------------ | ----------------- |
| 1       | Telia Észtország |  | GSM, UMTS   | 0,76 (2006. december)[forrás?] | Telia Company     |
| 2       | Elisa Észtország |  | GSM, UMTS   | 0,2886 (2006. szeptember)      | Elisa Corporation |
| 3       | Tele2 Észtország |  | GSM         | 0,5                            | Tele2             |

## Fehéroroszország
Összesen 12 millió előfizetés, ami 126%-os lefedettséget jelent. (2020)
| Sorrend | Szolgáltató          |  | Technológia | Előfizetés (millió) | Tulajdonos                  |
| ------- | -------------------- |  | ----------- | ------------------- | --------------------------- |
| 1       | MTS Fehéroroszország |  | GSM         | 5,7 (2024)          | Beltelekom (51%), MTS (49%) |
| 2       | A1 Fehéroroszország  |  | GSM         | 4,959 (2024)        | A1 Telekom Ausztria Csoport |
| 3       | life:)               |  | GSM         | 1,5 (2024)          | Turkcell                    |

## Finnország
Összesen 7,7 millió előfizetés, ami 144,59%-os lefedettséget jelent. (2009 december)
| Sorrend | Szolgáltató            |  | Technológia | Előfizetés (millió)      | Tulajdonos                                  |
| ------- | ---------------------- |  | ----------- | ------------------------ | ------------------------------------------- |
| 1       | Elisa Finnország       |  | GSM, UMTS   | 4.845 (2006. szeptember) | Elisa Corporation                           |
| 2       | DNA Finnország         |  | GSM, UMTS   | 0,81 (2005. december)    | Telenor Csoport                             |
| 3       | Telia Finnország       |  | GSM, UMTS   | 2,407 (2006. december)   | Telia Company                               |
| 4       | Ålcom (Åland-szigetek) |  | GSM         | nem elérhető             | Mariehamns Telefon, Ålands Telefonandelslag |

## Franciaország
Összesen 49,37 millió előfizetés, ami 77%-os Lefedettséget jelent. (2005. december)
| Sorrend | Szolgáltató      |  | Technológia | Előfizetés (millió)             | Tulajdonos       |
| ------- | ---------------- |  | ----------- | ------------------------------- | ---------------- |
| 1       | Orange           |  | GSM, UMTS   | 22,43 (2005. december)[forrás?] | Orange           |
| 2       | SFR              |  | GSM, UMTS   | 17,5 (2006. szeptember)         | Altice Csoport   |
| 3       | Bouygues Telecom |  | GSM, UMTS   | 8,3 (2006)                      | Bouygues Csoport |

## Görögország
Összesen 13 551 000 millió előfizetés, ami 120,5%-os lefedettséget jelent. (2006. december)
| Sorrend | Szolgáltató          |  | Technológia | Előfizetés (millió)            | Tulajdonos       |
| ------- | -------------------- |  | ----------- | ------------------------------ | ---------------- |
| 1       | Cosmote Telekom      |  | GSM, UMTS   | 5,217 (2006. december)         | Deutsche Telekom |
| 2       | Vodafone Görögország |  | GSM, UMTS   | 4,43 (2005. december)[forrás?] | Vodafone Csoport |
| 3       | NOVA Görögország     |  | GSM, UMTS   | 2,832 (2006. december)         | United Group     |

## Hollandia
Összesen 16,66 millió előfizetés, ami 101%-os lefedettséget jelent. (2005. december)
| Sorrend | Szolgáltató        |  | Technológia | Előfizetés (millió)            | Tulajdonos       |
| ------- | ------------------ |  | ----------- | ------------------------------ | ---------------- |
| 1       | Odido              |  | GSM, UMTS   | 6,853 (2021)                   | WP/AP Telecom    |
| 2       | KPN                |  | GSM         | 2,4[forrás?]                   | KPN              |
| 3       | Vodafone Hollandia |  | GSM, UMTS   | 3,98 (2005. december)[forrás?] | Vodafone Csoport |

## Horvátország
Összesen 4,1 millió előfizetés, ami 93,2%-os lefedettséget jelent. (2006. október)
| Sorrend | Szolgáltató     |  | Technológia                        | Előfizetés (millió)  | Tulajdonos                  |
| ------- | --------------- |  | ---------------------------------- | -------------------- | --------------------------- |
| 1       | Horvát Telekom  |  | GSM, GPRS, EDGE, UMTS,             | 2,2 (2006. december) | Deutsche Telekom            |
| 2       | A1 Horvátország |  | GSM, GPRS, EDGE, UMTS, HSDPA HSUPA | 1,733 (2006. június) | A1 Telekom Ausztria Csoport |
| 3       | Telemach        |  | GSM                                | 55.000               | United Group                |
| 4       | Tomato          |  | GSM, HSPA+, LTE,                   | nem elérhető         | A1 Telekom Ausztria Csoport |

## Írország
Összesen 4,390 millió előfizetés, ami 101%-os lefedettséget jelent. (2006. július)
| Sorrend | Szolgáltató       |  | Technológia | Előfizetés (millió)   | Tulajdonos                         |
| ------- | ----------------- |  | ----------- | --------------------- | ---------------------------------- |
| 1       | 3 Írország        |  | UMTS        | 4,942 (2024)          | CK Hutchison Holdings              |
| 1       | Vodafone Írország |  | GSM, UMTS   | 2,090 (June 2006)     | Vodafone Csoport                   |
| 3       | eir               |  | GSM, UMTS   | 1,498 (2024)[forrás?] | Iliad (31,6%), Xavier Niel (32,9%) |

## Izland
Összesen 0.470 millió előfizetés,ami 129.19%-os lefedettséget jelent. (2019)
| Sorrend | Szolgáltató     |  | Technológia | Előfizetés (millió) | Tulajdonos  |
| ------- | --------------- |  | ----------- | ------------------- | ----------- |
| 1       | Síminn          |  | GSM         | 0,173 (2019)        | Síminn      |
| 1       | NOVA Izland     |  | GSM         | 0,155 (2019)        | NOVA Izland |
| 2       | Vodafone Izland |  | GSM         | 0,130 (2019)        | Sýn         |

## Lengyelország
Összesen 58.6 millió előfizetés. (2020)
| Sorrend | Szolgáltató            |  | Technológia           | Előfizetés (millió) | Tulajdonos        |
| ------- | ---------------------- |  | --------------------- | ------------------- | ----------------- |
| 1       | Orange Lengyelország   |  | GSM, GPRS, EDGE, UMTS | 18,366 (2024)       | Orange            |
| 2       | Play Lengyelország     |  | UMTS                  | 13,318 (2024)       | Iliad             |
| 3       | Plus                   |  | GSM, GPRS, EDGE, UMTS | 13,130 (2024)       | Grupa Polsat Plus |
| 4       | T-Mobile Lengyelország |  | GSM, GPRS, EDGE, UMTS | 12.640 (2024)       | Deutsche Telekom  |

## Lettország
Összesen 2,139 millió előfizetés,ami 93,37%-os lefedettséget jelent. (2006. december)
| Sorrend | Szolgáltató      |  | Technológia | Előfizetés (millió)   | Tulajdonos    |
| ------- | ---------------- |  | ----------- | --------------------- | ------------- |
| 1       | LMT              |  | GSM, UMTS   | 0,941 (February 2007) | Telia Company |
| 2       | Tele2 Lettország |  | GSM, UMTS   | 1,0 (July 2006)       | Tele2         |
| 3       | Bitė Lettország  |  | GSM, UMTS   | 0,198 (December 2006) | Bitė Csoport  |

## Liechtenstein
Összesen 0,0317 millió előfizetés,ami 87%-os lefedettséget jelent. (2005 december)
| Sorrend | Szolgáltató            |  | Technológia | Előfizetés (millió) | Tulajdonos           |
| ------- | ---------------------- |  | ----------- | ------------------- | -------------------- |
| 1       | FL1 Liechtenstein      |  | GSM         | 0,005 (June 2006)   | Telecom Liechtestein |
| 2       | 7acht                  |  | GSM         | Not available yet   | Salt Mobile          |
| 3       | Swisscom Liechtenstein |  | GSM         | Not available yet   | Swisscom             |

## Litvánia
Összesen 4,930 millió előfizetés,ami 144%-os lefedettséget jelent. (2006. március)
| Sorrend | Szolgáltató    |  | Technológia | Előfizetés (millió)           | Tulajdonos    |
| ------- | -------------- |  | ----------- | ----------------------------- | ------------- |
| 1       | Tele2 Litvánia |  | GSM         | 1,00                          | Tele2         |
| 2       | Telia Litvánia |  | GSM         | 2,07 (December 2006)[forrás?] | Telia Company |
| 3       | Bitė Litvánia  |  | GSM         | 1,93                          | Bitė Csoport  |

## Luxemburg
Összesen 0,759 millió előfizetés,ami 164%-os lefedettséget jelent. (2005. december)
| Sorrend | Szolgáltató      |  | Technológia | Előfizetés (millió) | Tulajdonos       |
| ------- | ---------------- |  | ----------- | ------------------- | ---------------- |
| 1       | Orange Luxemburg |  | GSM, UMTS   | Not available yet   | Orange           |
| 2       | Tango Luxemburg  |  | GSM, UMTS   | Not available yet   | Proximus Csoport |
| 3       | POST             |  | GSM, UMTS   | Not available yet   | POST Csoport     |

## Észak-Macedónia
Összesen 2,299 millió előfizetés,ami 105%-os lefedettséget jelent. (2012)
| Sorrend | Szolgáltató     |  | Technológia                                                                                      | Előfizetés (millió) | Tulajdonos                  |
| ------- | --------------- |  | ------------------------------------------------------------------------------------------------ | ------------------- | --------------------------- |
| 1       | Macedón Telekom |  | GSM-900 MHz (GPRS, EDGE) 2100 MHz UMTS, HSDPA 800/1800 MHz LTE, LTE-A, VoLTE, 700/3600 MHz 5G NR | 1.211 (2021)        | Magyar Telekom              |
| 2       | A1 Macedónia    |  | GSM-900 MHz (GPRS, EDGE) 2100 MHz UMTS, HSDPA 800/1800 MHz LTE, LTE-A, VoLTE, 700/3600 MHz 5G NR | 1.084 (2021)        | A1 Telekom Ausztria Csoport |

## Magyarország
Összesen 11 492 000 előfizetés. A 100 lakosra jutó előfizetések száma 115,6. (2012. október)
A helyi telekommunikációs hatóság az NMHH.
| Sorrend                                             | Operator                                                |  | Technológia | Piaci részesedés (2012. október, az előző hónaphoz képest) | Tulajdonos                                                        |
| --------------------------------------------------- | ------------------------------------------------------- |  | --- | ---------------------------------------------------------- | ----------------------------------------------------------------- |
| 1                                                   | Magyar Telekom (Korábban: Westel, Westel 900, T-Mobile) |  | GSM, GPRS, EDGE (900/1800 MHz) UMTS, HSDPA, HSUPA, DC-HSPA+ (42 Mbit/s) (2100 MHz) LTE (150/50 Mbit/s) (800/1800/2600 MHz) LTE-A (300/50 Mbit/s)                                                                                                  | 46,8% (+0,14) (2016. június)                               | Magyar Telekom (a Deutsche Telekom leányvállalata)                |
| 2                                                   | Yettel Magyarország (2022. március 1 előtt: Telenor)    |  | GSM, GPRS, EDGE (900/1800 MHz) UMTS, HSDPA, HSUPA, HSPA+, DC-HSPA+ (42 Mbit/s) (900/2100 MHz) LTE (150/50 Mbit/s) (800/1800 MHz) LTE-A (300/50 Mbit/s)                                                                                            | 27,75% (2023. május)                                       | PPF Group (100%)                                                  |
| 3                                                   | One Magyarország (2025. január 1. előtt: Vodafone)      |  | GSM, GPRS, EDGE (900/1800 MHz) UMTS, HSDPA (7.2 Mbit/s), HSUPA (1.5 Mbit/s), HSPA+ (21 Mbit/s), DC-HSPA+ (42 Mbit/s) (900/2100 MHz) LTE (800/1800/2600 MHz) (75/25 Mbit/s) LTE-A (1800/2600 MHz) LTE (1800 MHz) (29.3/11.2 Mbit/s) GSM (1800 MHz) | 25,75% (2023. május)                                       | 4iG Nyrt. (62,1%) és Corvinus Nemzetközi Befektetési Zrt. (37,9%) |
| Virtuális (saját hálózat nélküli mobilszolgáltatók) |                                                         |  | |                                                            |                                                                   |
| 1                                                   | Tarr Mobil                                              |  | a One hálózatán | Még nincs adat                                             | Tarr Kft. (100% magyar)                                           |
| 2                                                   | Netfone                                                 |  | a One hálózatán. Korábban a Telekom hálózatát is használták | Még nincs adat                                             | 4iG Távközlési Holding Zrt. (99%)                                 |

| Megszűnt Virtuális (saját hálózat nélküli mobilszolgáltatók) | Megszűnt Virtuális (saját hálózat nélküli mobilszolgáltatók)            | Megszűnt Virtuális (saját hálózat nélküli mobilszolgáltatók) | Megszűnt Virtuális (saját hálózat nélküli mobilszolgáltatók) | Megszűnt Virtuális (saját hálózat nélküli mobilszolgáltatók) | Megszűnt Virtuális (saját hálózat nélküli mobilszolgáltatók) |
| ------------------------------------------------------------ | ----------------------------------------------------------------------- | ------------------------------------------------------------ | ------------------------------------------------------------ | ------------------------------------------------------------ | ------------------------------------------------------------ |
| 1                                                            | Postafon                                                                |                                                              | a Vodafone hálózatán (megszűnt)                              | Még nincs adat                                               | Magyar Posta                                                 |
| 2                                                            | Djuice                                                                  |                                                              | a Telenor hálózatán (megszűnt)                               | Még nincs adat                                               | Telenor                                                      |
| 3                                                            | Red Bull Mobile                                                         |                                                              | a Telenor hálózatán (megszűnt)                               | Még nincs adat                                               | Red Bull Mobile                                              |
| 4                                                            | Tesco Mobile                                                            |                                                              | a Vodafone hálózatán (megszűnt)                              | 70.000 ügyfél (2013. március 1.)                             | Tesco (50%) Vodafone (50%)                                   |
| 5                                                            | Blue Mobile Archiválva 2015. június 26-i dátummal a Wayback Machine-ben |                                                              | a Telekom hálózatán (megszűnt)                               | Még nincs adat                                               | Lidl (Magyarország)                                          |
| 6                                                            | MOL Mobile                                                              |                                                              | a Telekom hálózatán (megszűnt)                               | Még nincs adat                                               | MOL Magyar Olaj-és Gázipari Nyrt.                            |
| 7                                                            | UPC Mobil                                                               |                                                              | a Vodafone hálózatán (megszűnt)                              | Még nincs adat                                               | UPC Magyarország                                             |

## Málta
Összesen 0,337 millió előfizetés,ami 84%-os lefedettséget jelent. (2005. december)
| Sorrend | Szolgáltató |  | Technológia | Előfizetés (millió) | Tulajdonos      |
| ------- | ----------- |  | ----------- | ------------------- | --------------- |
| 1       | Epic Málta  |  | GSM, UMTS   | 0.278 (2023)        | Monaco Telecom  |
| 2       | GO Málta    |  | GSM         | 0,251 (2023)        | Tunisie Telecom |
| 3       | Melita      |  | GSM         | 0,173 (2023)        | EQT Csoport     |

## Moldova
Összesen 1,275 millió előfizetés,ami 37,6%-os lefedettséget jelent. (2006. október)
| Sorrend | Szolgáltató                     | Technológia     | Előfizetés (millió)   | Tulajdonos        |
| ------- | ------------------------------- | --------------- | --------------------- | ----------------- |
| 1       | Orange Moldova                  | GSM, GPRS, EDGE | 1,200 (December 2007) | Orange            |
| 2       | Moldcell                        | GSM, GPRS, EDGE | 0,48 (December 2006)  | Chaudhary Csoport |
| 3       | Moldtelecom                     | GSM             | not available         | Moldtelecom       |
| 4       | Interdnestrcom (Transznisztria) | CDMA            | 0,017                 | Sheriff           |

## Monaco
Összesen 0.023 millió előfizetés, ami 70.1%-os lefedettséget jelent. (2009)
| Sorrend | Szolgáltató    |  | Technológia | Előfizetés (millió) | Tulajdonos     |
| ------- | -------------- |  | ----------- | ------------------- | -------------- |
| 1       | Monaco Telecom |  | GSM, UMTS   | 0.023               | Monaco Telecom |

## Montenegró
Összesen 735 591 előfizetés, ami 118%-os lefedettséget jelent. (2006. október)
| Sorrend | Szolgáltató    |  | Technológia     | Előfizetés (millió) | Tulajdonos       |
| ------- | -------------- |  | --------------- | ------------------- | ---------------- |
| 1       | One Montenegro |  | GSM, GPRS, EDGE | 0,46                | 4iG              |
| 2       | Telekom        |  | GSM, GPRS, EDGE | 0,3 (December 2006) | Deutsche Telekom |

## Németország
Összesen 88,344 millió előfizetés,ami 121%-os lefedettséget jelent  (2006. június)
| Sorrend | Szolgáltató |  | Technológia | Előfizetés (millió)   | Tulajdonos       |
| ------- | ----------- |  | ----------- | --------------------- | ---------------- |
| 1       | Telekom     |  | GSM, UMTS   | 31,4 (December 2006)  | Deutsche Telekom |
| 2       | Vodafone    |  | GSM, UMTS   | 29,444 (June 2006)    | Vodafone Group   |
| 3       | E-Plus      |  | GSM, UMTS   | 12,2                  | KPN              |
| 4       | O2          |  | GSM, UMTS   | 11,02 (December 2006) | Telefónica       |
| 5       | debitel1    |  | MVNO        | Not available yet     | debitel          |
| 6       | klar.mobil  |  | MVNO        | Not available yet     | klar.mobil       |
| 7       | FONIC       |  | MVNO        | Not available yet     | FONIC            |

1 Virtuális mobilszolgáltató, más hálózatát használja, (MVNO, Mobile virtual nerwork operator).

## Norvégia
Összesen 4,8 millió előfizetés,ami 106%-os lefedettséget jelent.
| Sorrend | Szolgáltató      |  | Technológia                   | Előfizetés (millió) | Tulajdonos      |
| ------- | ---------------- |  | ----------------------------- | ------------------- | --------------- |
| 1       | Telenor Norvégia |  | 2,73 (December 2005)[forrás?] | Nincs adat          | Telenor Csoport |
| 2       | Telia Norvégia   |  | 1,641 (December 2006)         | Nincs adat          | Telia Company   |
| 3       | Ice Norge        |  | GSM, UMTS                     | Nincs adat          | Lyse            |

## Olaszország
Összesen 109 millió előfizetés. (2024. szeptember)
| Sorrend | Szolgáltató     |  | Technológia                                                           | Előfizetés (millió)   | Tulajdonos            |
| ------- | --------------- |  | --------------------------------------------------------------------- | --------------------- | --------------------- |
| 1       | TIM             |  | GSM (GPRS, EDGE) LTE, LTE-A 5G NR                                     | 27,1 (September 2024) | Gruppo TIM            |
| 2       | Vodafone Italia |  | GSM (GPRS, EDGE) LTE, LTE-A 5G NR                                     | 26,4 (September 2024) | Swisscom              |
| 3       | Wind Tre        |  | GSM (GPRS, EDGE) UMTS, HSDPA, HSUPA, HSPA+, DC-HSPA+ LTE, LTE-A 5G NR | 23,7 (September 2024) | CK Hutchison Holdings |
| 4       | Iliad           |  | UMTS, HSDPA, HSUPA, HSPA+, DC-HSPA+ LTE, LTE-A 5G NR                  | 10,5 (September 2024) | Groupe Iliad          |
| 5       | Fastweb         |  | 5G NR                                                                 | 3,7 (September 2024)  | Swisscom              |

## Oroszország
Összesen 147 280 000 millió előfizetés,ami 103,4%-os lefedettséget jelent. (2007. február)
| Sorrend | Szolgáltató                         |  | Technológia | Előfizetés (millió)            | Tulajdonos                                                          |
| ------- | ----------------------------------- |  | ----------- | ------------------------------ | ------------------------------------------------------------------- |
| 1       | Mobile TeleSystems – MTS            |  | GSM         | 51,22 (December 2006)          | AFK Sistema                                                         |
| 2       | VimpelCom – Bee Line GSM            |  | GSM         | 47,7 (September 2006)[forrás?] | Telenor Group and Alfa Group                                        |
| 3       | MegaFon                             |  | EDGE, GSM   | 30,1 (December 2006)           | TeliaSonera 43,8%, Telecominvest and IPOC International Growth Fund |
| 4       | Tele2 Russia                        |  | GSM         | 4,64 (June 2006)[forrás?]      | Tele2                                                               |
| 5       | Uralsvyazinform                     |  | GSM         | 4,2 (November 2006)[forrás?]   | Nincs adat                                                          |
| 6       | SMARTS                              |  | GSM         | 3,29 (June 2006)[forrás?]      | Nincs adat                                                          |
| 7       | Sibirtelecom                        |  | GSM         | 2,81 (September 2006)          | Nincs adat                                                          |
| 8       | Nizhni Novgorod Telecom             |  | GSM         | 1,18 (June 2006)[forrás?]      | Nincs adat                                                          |
| 9       | Sotovaja Svjaz MOTIV (Jekatrinburg) |  | GSM         | 0,95 (June 2006)[forrás?]      | Nincs adat                                                          |
| 10      | New Telephone Company               |  | GSM         | 0,63 (June 2006)[forrás?]      | Nincs adat                                                          |

## Portugália
Összesen 12,08 millió előfizetés,ami 114%-os lefedettséget jelent. (2006. szeptember)
| Sorrend | Szolgáltató         |  | Technológia            | Előfizetés (millió)            | Tulajdonos       |
| ------- | ------------------- |  | ---------------------- | ------------------------------ | ---------------- |
| 1       | MEO                 |  | GSM, GPRS, UMTS, HSDPA | 5,22 (September 2006)[forrás?] | Altice Csoport   |
| 2       | Vodafone Portugália |  | GSM, GPRS, UMTS, HSDPA | 4,36 (June 2006)               | Vodafone Csoport |
| 3       | NOS                 |  | GSM, GPRS, UMTS, HSDPA | 2,60 (January 2007)            | NOS              |

## Románia
Összesen 25 millió előfizetés,ami 130%-os lefedettséget jelent. (2009. május)
| Sorrend | Szolgáltató      |  | Technológia                                                | Előfizetés (millió)    | Tulajdonos       |
| ------- | ---------------- |  | ---------------------------------------------------------- | ---------------------- | ---------------- |
| 1       | Orange Románia   |  | GSM, GPRS, EDGE UMTS, HSDPA, HSUPA                         | 10.809 (2010. március) | Orange           |
| 2       | Vodafone Románia |  | GSM, GPRS, UMTS, HSDPA, HSPA+                              | 9.663 (2009. december) | Vodafone Csoport |
| 3       | Telekom Romania  |  | GSM, GPRS, EDGE, UMTS, HSDPA, HSUPA, HSPA+, CDMA2000, EVDO | 6.92 (December 2006)   | Deutsche Telekom |
| 4       | Digi Románia     |  | UMTS, HSDPA                                                | 2.00 (3Q 2009)         | RCS&RDS          |

## San Marino
Összesen 0.037 millió előfizetés,ami 116.95%-os lefedettséget jelent. 
| Sorrend | Szolgáltató    |  | Technológia | Előfizetés (millió) | Tulajdonos         |
| ------- | -------------- |  | ----------- | ------------------- | ------------------ |
| 1       | TIM San Marino |  | GSM, UMTS   | nem elérhető        | TIM Csoport        |
| 2       | TMS San Marino |  | GSM, UMTS   | 0.019 (2012)        | San Marino Telecom |

## Spanyolország
Összesen 44,3 millió előfizetés,ami 109,7%-os lefedettséget jelent. (2006. január)
| Sorrend | Szolgáltató            |  | Technológia | Előfizetés (millió)       | Tulajdonos       |
| ------- | ---------------------- |  | ----------- | ------------------------- | ---------------- |
| 1       | Movistar               |  | UMTS, GSM   | 21,446 (December 2006)    | Telefónica       |
| 2       | Vodafone Spanyolország |  | UMTS, GSM   | 13,949 (June 2006)        | Vodafone Csoport |
| 3       | MásOrange              |  | UMTS, GSM   | 10,30 (end 2005)[forrás?] | Orange           |
| 4       | Yoigo                  |  | UMTS        | 0,024 (December 2006)     | Grupo MásMóvil   |
| 5       | Digi                   |  | MVNO        | Nincs adat                | RCS&RDS          |

Virtuális (saját hálózat nélküli mobilszolgáltatók): Euskaltel, Carrefour Móvil, Telecor (El Corte Inglés), The Phone House, Ono

## Svájc
Összesen 7,043 millió előfizetés,ami 97%-os lefedettséget jelent. (2005. december)
| Sorrend                                             | Szolgáltató                        |  | Technológia | Előfizetés (millió) | Tulajdonos           |
| --------------------------------------------------- | ---------------------------------- |  | ----------- | ------------------- | -------------------- |
| 1                                                   | Swisscom                           |  | GSM, UMTS   | 4,469 (June 2006)   | State-owned Swisscom |
| 2                                                   | Sunrise                            |  | GSM         | 1,289 (June 2006)   |                      |
| 3                                                   | Salt Mobile                        |  | GSM         | 1,285 (June 2006)   | Salt Mobile          |
| Virtuális (saját hálózat nélküli mobilszolgáltatók) |                                    |  |             |                     |                      |
| 5                                                   | Migros (using Swisscom)            |  | GSM         | Nincs adat          | Migros               |
| 6                                                   | Coop (virtuális, a Salt hálózatán) |  | GSM         | Nincs adat          | Coop (Switzerland)   |
| 7                                                   | UPC Mobil                          |  | GSM         | Nincs adat          |                      |

## Svédország
Összesen 10 millió előfizetés,ami 112%-os lefedettséget jelent. (2005. december)
| Sorrend | Szolgáltató        |  | Technológia | Előfizetés (millió)           | Tulajdonos            |
| ------- | ------------------ |  | ----------- | ----------------------------- | --------------------- |
| 1       | Telia Svédország   |  | UMTS, GSM   | 4,603 (December 2006)         | Telia Company         |
| 2       | Tele2 Svédország   |  | UMTS, GSM   | 3,55 (December 2005)[forrás?] | Tele2                 |
| 3       | Telenor Svédország |  | UMTS, GSM   | 1,52[forrás?]                 | Telenor Csoport       |
| 4       | 3 Svédország       |  | UMTS        |                               | CK Hutchison Holdings |

## Szerbia
Összesen 9,850 millió előfizetés,ami 93%-os lefedettséget jelent (2012) 
| Sorrend | Szolgáltató    |  | Technológia                  | Előfizetés (millió) | Tulajdonos                               |
| ------- | -------------- |  | ---------------------------- | ------------------- | ---------------------------------------- |
| 1       | mts            |  | GSM, GPRS, EDGE, UMTS, HSPA+ | 5,00                | Telekom Srbija (Szerbia kormánya 58,11%) |
| 2       | Yettel Szerbia |  | GSM, GPRS, EDGE, UMTS, HSPA+ | 3,25                | PPF Csoport                              |
| 3       | A1 Srbija      |  | GSM, GPRS, EDGE, UMTS, HSPA+ | 1.6                 | A1 Telekom Ausztria Csoport              |

## Szlovákia
Összesen 7,773 millió előfizetés,ami 142.7%-os lefedettséget jelent. (2021)
| Sorrend | Szolgáltató      |  | Technológia                 | Előfizetés (millió) | Tulajdonos       |
| ------- | ---------------- |  | --------------------------- | ------------------- | ---------------- |
| 1       | Orange Szlovákia |  | GSM, UMTS, HSDPA, LTE       | 2,478 (2021)        | Orange           |
| 2       | Szlovák Telekom  |  | GSM, UMTS, HSDPA, LTE, LTE+ | 2,502 (2021)        | Deutsche Telekom |
| 3       | O2 Szlovákia     |  | GSM, HSDPA, LTE             | 2,236 (2021)        | PPF Csoport      |
| 4       | 4ka              |  | EDGE, LTE                   | 0,557 (2021)        | SWAN             |

## Szlovénia
Összesen 2 millió előfizetés,ami 104%-os lefedettséget jelent. (2005. december)
| Sorrend | Szolgáltató       |  | Technológia                                   | Előfizetés (millió) | Tulajdonos        |
| ------- | ----------------- |  | --------------------------------------------- | ------------------- | ----------------- |
| 1       | Telekom Slovenije |  | UMTS, GSM                                     | 1,37                | Telekom Slovenije |
| 2       | A1 Szlovénia      |  | GSM                                           | 0,393 (June 2006)   | Mobilkom Austria  |
| 3       | Telemach          |  | GSM, GPRS, MMS, EDGE, UMTS, HSUPA, LTE, HSDPA | 600,000 (now)       | United Group      |

## Törökország
Összesen 52,2 millió előfizetés,ami 70%-os lefedettséget jelent.
| Sorrend | Szolgáltató |  | Technológia   | Előfizetés (millió)     | Tulajdonos                                                            |
| ------- | ----------- |  | ------------- | ----------------------- | --------------------------------------------------------------------- |
| 1       | Turkcell    |  | GSM/GPRS/EDGE | 30,8 (December 2006)    | TeliaSonera (37,09%), Cukurova Group (27,05%) and Alfa Group (13,22%) |
| 2       | Vodafone    |  | GSM/GPRS/EDGE | 12,9 (Sep 2006)         | Vodafone Group (100%)                                                 |
| 3       | Avea        |  | GSM/GPRS/EDGE | 7,5 (Sep 2006)[forrás?] | Turkish Telecom (81%), Türkiye İş Bankası (19%)                       |

## Ukrajna
Összesen 51,43 millió előfizetés,ami 109,9%-os lefedettséget jelent. (2007. február)
| Sorrend | Szolgáltató      |  | Technológia         | Előfizetés (millió) | Tulajdonos                                  |
| ------- | ---------------- |  | ------------------- | ------------------- | ------------------------------------------- |
| 1       | Kyivstar         |  | GSM, GPRS, EDGE LTE | 22,4                | Telenor Group (56,52%), Alfa Group (43,48%) |
| 2       | Vodafone Ukrajna |  | GSM, GPRS, EDGE LTE | 20,75               | NEQSOL Holding (100%)                       |
| 3       | lifecell         |  | GSM, GPRS, EDGE LTE | 5,78                | Turkcell (54,2%), SCM Holdings (45,8%)      |
| 4       | Beeline          |  | GSM, GPRS, EDGE     | 2,22                | VimpelCom (100%)                            |
| 5       | Golden Telecom   |  | GSM                 | 0,05                | Golden Telecom (GLDN) (100%)                |
| 6       | PEOPLEnet        |  | 3G (1xEV-DO)        | 0,001               | Telesystemy Ukrainy                         |

## Vatikán
Nincs saját mobilszolgáltatója a pápai államnak, Olaszország rendszereit használják.[forrás?]

## Kapcsdolódó szócikkek
- Magyar mobilszolgáltatók